# تريهبتانوين
تريهبتانوين، المعروف تجارياً باسم دوجولفي، هو دواء يستخدم لعلاج اضطرابات أكسدة الأحماض الدهنية طويلة السلسلة (LC-FAOD). يتضمن ذلك نقص بيروفات كاربوكسيلاز ونقص كارنيتين بالميتويل ترانسفيراز II. يُستهلك هذا الدواء عن طريق الفم.
تشمل الآثار الجانبية الشائعة آلام البطن والإسهال والقيء والغثيان. قد يعاني المصابون بقصور في البنكرياس من سوء امتصاص معوي. يعد هذا الدواء شكلاً مصنعاً من ثلاثي جليسريد متوسط السلسلة وهو مصدر للسعرات الحرارية والأحماض الدهنية.
تمت الموافقة على استخدام تريهيبتانوين للاستخدام الطبي في الولايات المتحدة عام 2020. اعتبارًا من عام 2022، لم يحصل الدواء على الموافقة في كل من أوروبا والمملكة المتحدة. يبلغ سعر عبوة 500 مل في الولايات المتحدة نحو 5600 دولار أمريكي بدءا من عام 2022.